# U-850
U-850 — большая океанская немецкая подводная лодка типа IXD2 времён Второй мировой войны. Заказ на постройку субмарины был отдан 20 января 1941 года. Лодка была заложена 17 марта 1942 года на верфи компании АГ Везер в Бремене под строительным номером 1056, спущена на воду 7 декабря 1942 года, вошла в строй 17 апреля 1943 года под командованием корветтен-капитана Клауса Эверта.

## Флотилии
- 17 апреля 1943 года — 31 октября 1943 года 4-я флотилия (учебная)
- 1 ноября 1943 года — 20 декабря 1943 года 12-я флотилия

## Боевая служба
Лодка совершила один боевой поход, успехов не достигла.
Потоплена 20 декабря 1943 года в центральной Атлантике к западу от Мадейры, Португалия, в районе с координатами 32°54′ с. ш. 37°01′ з. д., глубинными бомбами и самонаводящимися торпедами (Fido) с пяти американских самолётов типов «Эвенджер» и «Уайлдкет» из авиагруппы эскортного авианосца USS Bogue. Все 66 членов экипажа погибли.